# Soľnička
Soľnička (Hongaars: Szolnocska) is een Slowaakse gemeente in de regio Košice, en maakt deel uit van het district Trebišov.
Soľnička telt 237 inwoners.